# إيفان لوري
إيفان لوري (بالإنجليزية: Evan Lurie) هو مؤلف موسيقى تصويرية وملحن وعازف بيانو أمريكي، ولد في 28 سبتمبر 1954 في منيابولس في الولايات المتحدة.

## وصلات خارجية
- إيفان لوري على موقع IMDb (الإنجليزية)
- إيفان لوري على موقع IMDb (الإنجليزية)
- إيفان لوري على موقع ميوزك برينز (الإنجليزية)
- إيفان لوري على موقع إن إن دي بي (الإنجليزية)
- إيفان لوري على موقع أول ميوزيك (الإنجليزية)
- إيفان لوري على موقع ديسكوغز (الإنجليزية)
- إيفان لوري على موقع قاعدة بيانات الفيلم (الإنجليزية)